# Bloemendalsestraat
De Bloemendalsestraat is een straat in het centrum van de Nederlandse stad Amersfoort. De straat loopt van de Weversingel en 't Zand in noordelijke richting naar de Kruiskamp. De route van straat is nogal bochtig en gaat over een relatief hoge zandkop ter hoogte van de Teut.

## Geschiedenis
De Bloemendalsestraat is samen met de Langestraat een van de oudste wegen in Amersfoort. De Bloemendalsestraat begon bij het Havik, waar de haven van Amersfoort was tot de bouw van de Koppelpoort in de tweede helft van de 15e eeuw. Op de kruising van het Havik en de Bloemendalsestraat was mogelijk de voorde, de doorwaadbare plaats in de Eem waar Amersfoort haar naam en bestaan aan dankt. De Bloemendalsestraat verbond de stad met Bloemendal, een gerecht ten noorden van het middeleeuwse Amersfoort.
Bij de bouw van de eerste stadsmuur in de tweede helft van de 13e eeuw, werd ter hoogte van de Bloemendalsestraat de Havickerpoort gebouwd, later Bloemendalsebinnenpoort genoemd. Het eerste deel van de straat (van Havik tot Weversingel en 't Zand) wordt sindsdien ook Bloemendalsebinnenpoort genoemd. In de periode tussen 1380 en 1450 werd bij de bouw van de tweede stadsmuur verder naar het noorden de Bloemendalsebuitenpoort gebouwd. Met de aanleg van deze tweede omwalling kwam een deel van het gerecht Bloemendal binnen de stadsmuren te liggen. Daarna wordt gesproken over Bloemendal als een van de drie wijken van Amersfoort, naast Breul en de Camp.
Op het bolwerk bij de voormalige Bloemendalsebuitenpoort zijn twee niet meer in gebruik zijnde Joodse begraafplaatsen. Aan de westzijde van de Bloemendalsestraat is een begraafplaats voor Asjkenazische Joden (herkenbaar aan de staande stenen), aan de oostzijde een begraafplaats voor Sefardische Joden (herkenbaar aan de liggende stenen).
De Bloemendalsestraat telt 17 rijksmonumenten, zie Lijst van rijksmonumenten in Amersfoort (stad), en 6 gemeentelijk monumenten, waaronder Bloemendalsestraat 66-72.

## Fotogalerij

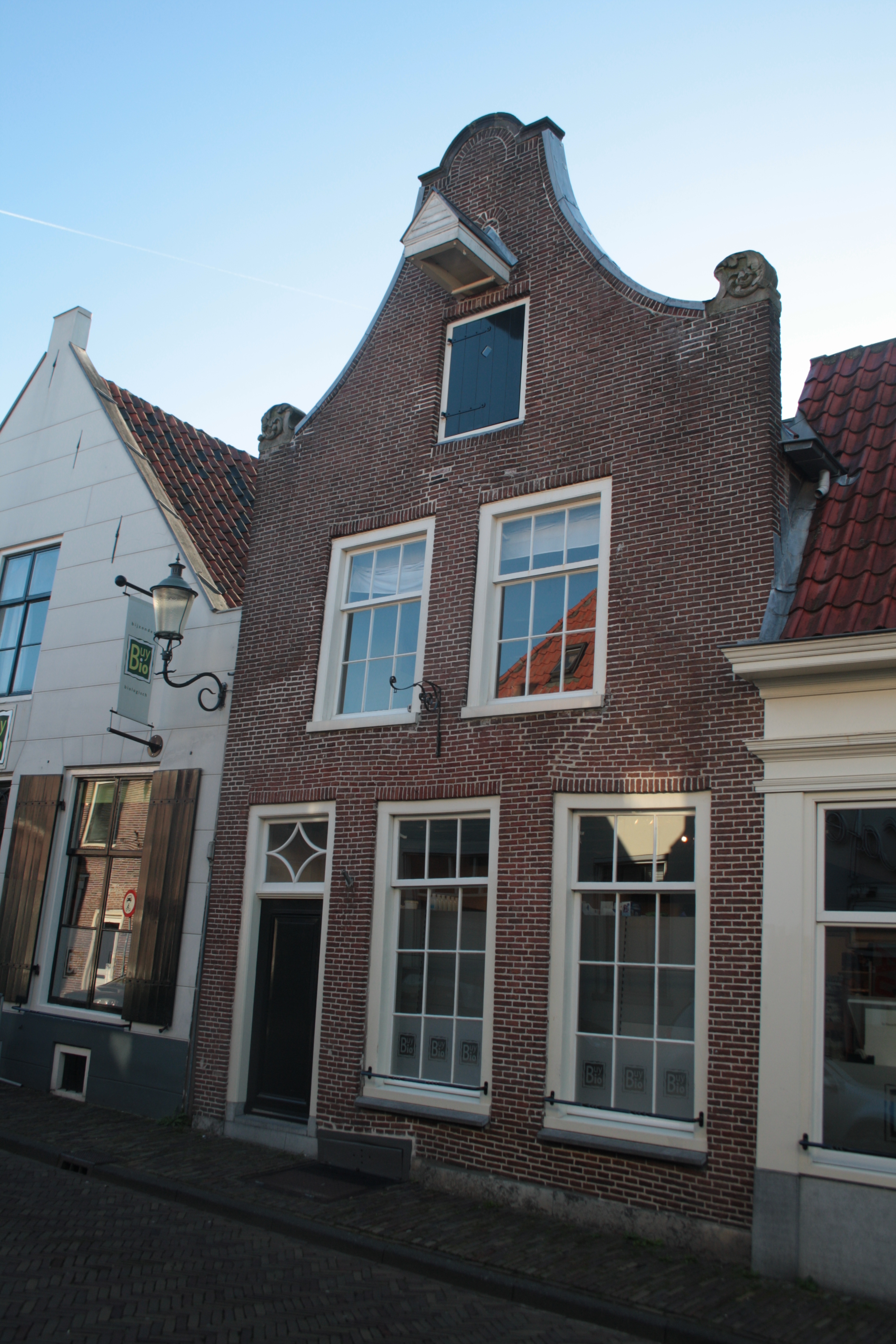
Bloemendalsestraat 17 (midden) en 19 (links) (beiden rijksmonument)
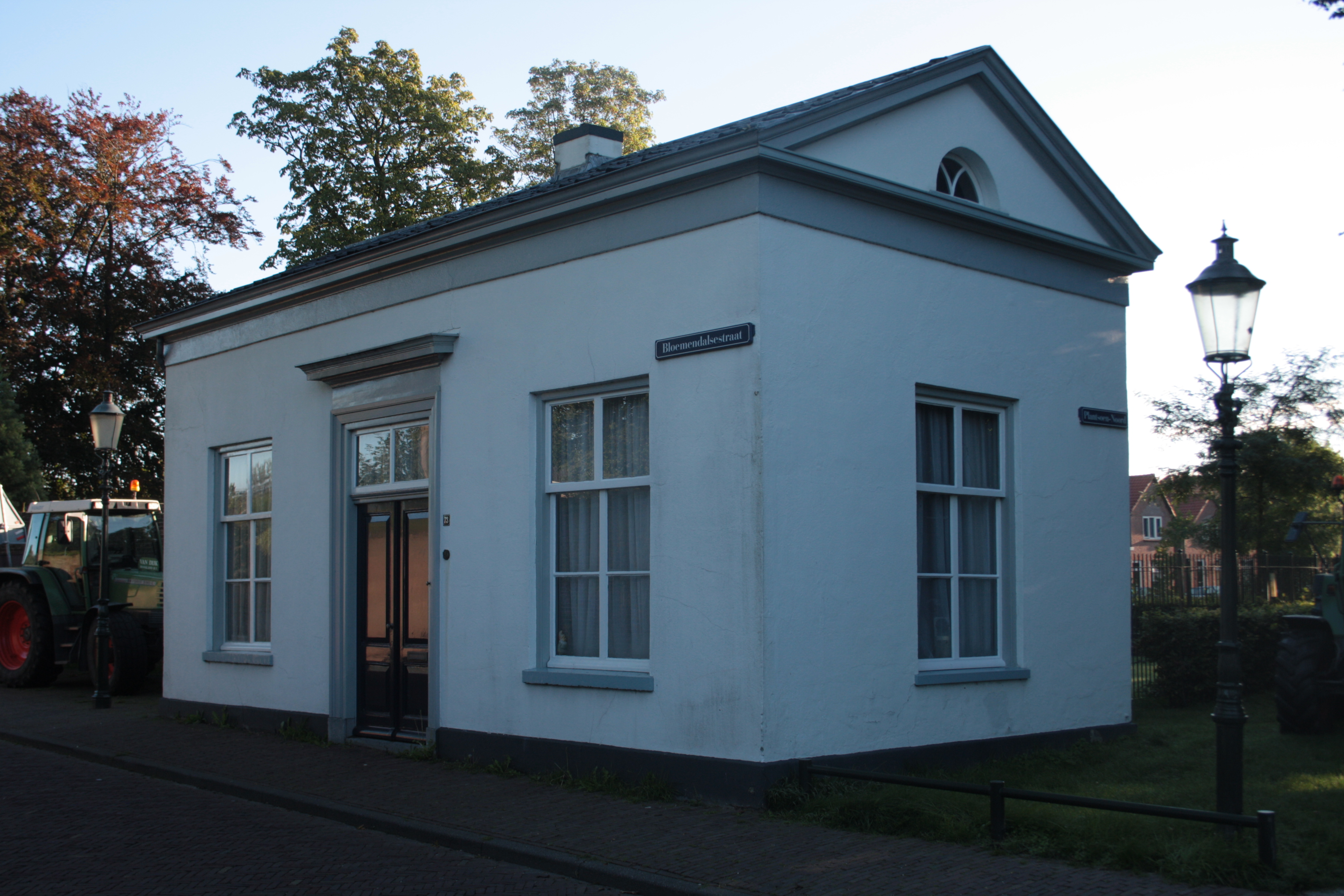
Douanehuis, Bloemendalsestraat 73 (rijksmonument)
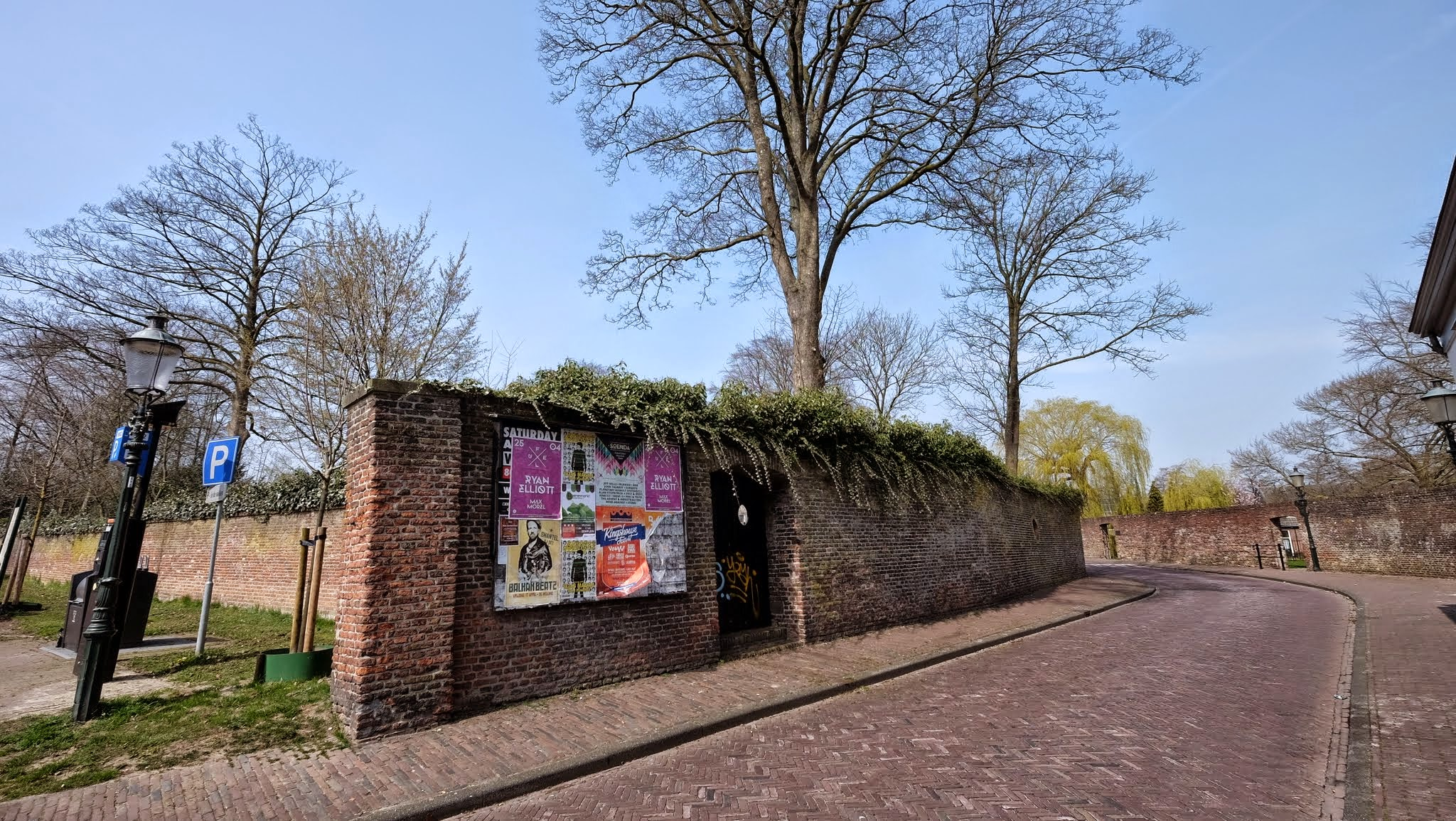
Muur langs de Asjkenazische begraafplaats (midden) en de Sefardische begraafplaats (rechts in de verte)

1. ↑  Amersfoort in Beeld. www.amersfoort-in-beeld.nl. Gearchiveerd op 1 november 2020. Geraadpleegd op 24 februari 2022.